# (100466) 1996 TD18
(100466) 1996 TD18 es un asteroide perteneciente al cinturón exterior de asteroides, descubierto el 4 de octubre de 1996 por el equipo del Spacewatch desde el Observatorio Nacional de Kitt Peak, Arizona, Estados Unidos.

## Designación y nombre
Designado provisionalmente como 1996 TD18.

## Características orbitales
1996 TD18 está situado a una distancia media del Sol de 3,224 ua, pudiendo alejarse hasta 3,347 ua y acercarse hasta 3,102 ua. Su excentricidad es 0,038 y la inclinación orbital 3,269 grados. Emplea 2115 días en completar una órbita alrededor del Sol.

## Características físicas
La magnitud absoluta de 1996 TD18 es 15,1.